# José Hildebrando Dacanal
José Hildebrando Dacanal (Catuípe, 14 de março de 1943) é um jornalista, professor e ensaísta brasileiro.
É formado em letras clássicas e vernáculas e em ciências econômicas e doutor em literatura brasileira pela Universidade Federal do Rio Grande do Sul.
Como jornalista, começou sua carreira em 1966. Em 1967, tornou-se tradutor, redator e, eventualmente, editor do setor de noticiário internacional do Correio do Povo, então um dos maiores jornais do país, tendo lá permanecido por quase dez anos. Em 1970, foi aluno, durante um ano, na Universidade de Bonn – capital, à época, da então República Federal da Alemanha –, onde estudou romanística.
Foi professor de literatura da Universidade Federal do Rio Grande do Sul por vinte e cinco anos.
É autor de obras sobre linguagem, literatura, história, política e economia.
Seu livro Para ler o Ocidente – em que elenca e analisa as principais obras literárias, históricas e filosóficas da Hélade, de Israel e de Roma – foi finalista do Prêmio Ages de Literatura 2014 na categoria não-ficção.

## Obras (parcial)
Teoria literária e história da literatura
- Realismo mágico (1970)
- Nova narrativa épica no Brasil (1973)
- Dependência, cultura e literatura (1978)
- O romance de 30 (1982)
- A literatura brasileira no século XX (1984)
- O romance modernista (1990) - Organizador
- Era uma vez a literatura – e outros ensaios clássicos (1995)
- Romances brasileiros I: contexto, enredo e comentário crítico (2000)
- Romances brasileiros II: contexto, enredo e comentário crítico (2001)
- Romances brasileiros III: contexto histórico, enredo, personagens principais, estrutura narrativa, comentário crítico e exercícios (2013)
- Ensaios escolhidos: literatura, história e cultura (2002)
- Riobaldo & eu – a roça imigrante e o sertão mineiro (2009)
- Oficinas literárias: fraude ou negócio sério? (2009)
- Para ler o Ocidente (2013)
- 30 Romances brasileiros (2016)
- O que é narrar? E outros ensaios (2021)

Linguagem e gramática
- Linguagem, poder e ensino da língua (1985)

- Manual de pontuação: teoria e prática (1987)

Sociologia, política e história do Brasil
- RS: Imigração & Colonização (1980) - Organizador
- RS: Economia & Política (1983) - Organizador
- O pedagogo do PT (1995)
- A nova classe – o governo do PT no Rio Grande do Sul (1999)
- O PT, Marx e o Cristianismo (2000)
- RS: modernização x arcaísmo – trinta anos na trincheira (2004)
- Brasil: do milagre à tragédia (2005)
- Marx enganou Jesus... e Lula enganou os dois (2006)
- A capela de Três Vendas de Catuípe (2011)
- A nova classe e a História do PT (2017)

Economia
- A era dos espertos: um romance do real (1997)
- Moeda, inflação e sociedade – e outros escritos econômicos (2003)

História geral
- Jesus e as origens do Ocidente (2004)

Lírica
- Livro dos amores (1996)
- Lira pós-colonial (1998)
- Lira pós-moderna (2002)

- Última Lira (2018)